# Oplonaeschna magna
Oplonaeschna magna är en trollsländeart som beskrevs av Gonzalez och Novelo 1998. Oplonaeschna magna ingår i släktet Oplonaeschna och familjen mosaiktrollsländor. Inga underarter finns listade i Catalogue of Life.